# Орлянка (Куп'янський район)
Орля́нка (до 2009 — селище Орлянське) — село в Україні, у Петропавлівській сільській громаді Куп'янського району Харківської області. Населення становить 185 осіб. До 2020 орган місцевого самоврядування— Ягідненська сільська рада.

## Географія
Село Орлянка знаходиться біля витоків річки Кобилка. На річці кілька загат. На відстані 1 км розташоване село Миколаївка.

## Історія
- 1935 — дата заснування.
- 12 червня 2020 року, відповідно до Розпорядження Кабінету Міністрів України  № 725-р «Про визначення адміністративних центрів та затвердження територій територіальних громад Харківської області», увійшло до складу Петропавлівської сільської громади[2].
- 19 липня 2020 року, в результаті адміністративно - територіальної реформи та ліквідації колишнього Куп'янського району, село увійшло до складу Куп'янського району Харківської області[3].

## Економіка
- Молочно-товарна, птахо-товарна і свино-товарна ферми.

## Об'єкти соціальної сфери
- Фельдшерсько-акушерський пункт.